# Nectandra cerifolia
Nectandra cerifolia là một loài thực vật thuộc họ họ Nguyệt quế. Đây là loài đặc hữu của Ecuador. Môi trường sống tự nhiên của chúng là vùng núi ẩm nhiệt đới hoặc cận nhiệt đới.